# Hunter S. Thompson

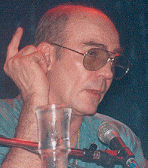
Hunter S. Thompson (1989)

Hunter Stockton Thompson (* 18. Juli 1937 in Louisville, Kentucky; † 20. Februar 2005 in Woody Creek bei Aspen, Colorado) war ein US-amerikanischer Schriftsteller und Journalist, der besonders für seine Reportagen bekannt war.

## Leben

### Kindheit und Jugend
Hunter S. Thompson war das älteste Kind von Jack Robert Thompson (1893–1952) und Virginia Davidson Ray (1908–1998). Sein Vater starb, als Thompson 14 Jahre alt war. Seine Mutter, die ihn und seine beiden Brüder allein aufzog, war alkoholkrank.
Schon während seiner Schulzeit war Thompson an Literatur interessiert. 1952 wurde er an seiner Schule Mitglied der Athenaeum Literary Association. Ein anderes Mitglied dieses Clubs war Porter Bibb, der spätere erste Herausgeber des Rolling Stone.
Im Jahr 1955 wurde Thompson der Mithilfe bei einem Raub bezichtigt, verhaftet und zu 60 Tagen Gefängnis verurteilt, wovon er 30 Tage absaß. Wegen dieser Vorstrafe wurde er des Literaturclubs verwiesen. Jugendlichen Straftätern wurde oft der Eintritt in die US-Streitkräfte nahegelegt und Thompson ging zum Militär.

### Armeezeit
Seine Grundausbildung absolvierte Thompson bei der US Air Force auf der Lackland Air Force Base in San Antonio, Texas. Im Anschluss wurde er nach Illinois versetzt und zum Elektroniker ausgebildet. Er bewarb sich als Pilot, wurde jedoch abgelehnt. 1956 wurde er zur Eglin Air Force Base nahe Pensacola, Florida versetzt, wo er unter anderem als Sportreporter für die Kasernen-Zeitung arbeitete.
Thompson verließ die US-Luftwaffe 1958 als „Airman First Class“. Im abschließenden Zeugnis seines Führungsoffiziers hieß es, dass Thompson zwar Talent habe, doch für den Armeedienst zu undiszipliniert sei.

### Anfänge – Zwischen Literatur und Journalismus
Nach seiner Zeit bei der Luftwaffe arbeitete Thompson zuerst als Sportreporter für eine Zeitung in Jersey Shore, Pennsylvania und zog anschließend nach New York. Dort belegte er als Teilzeitstudent Kurse an der Columbia University in Creative Writing. Gleichzeitig arbeitete er für kurze Zeit beim Time Magazine, wurde jedoch bereits 1959 wieder entlassen. Ende 1959 hatte er einen Job bei der Times Herald-Record in Middletown, wurde aber auch dort nach Auseinandersetzungen mit Kollegen und Anzeigenkunden bald entlassen.
1960 zog Thompson nach San Juan in Puerto Rico, wo er für die Sportzeitung El Sportivo arbeitete, die jedoch kurz nach seiner Ankunft ihr Erscheinen einstellte. Er blieb dennoch in Puerto Rico und schrieb von dort unter anderem für die New York Herald Tribune. Seine Zeit in Puerto Rico verarbeitete er wenig später in dem Roman The Rum Diary, der allerdings keinen Verleger fand und erst 1998 veröffentlicht wurde. 1961 kehrte er in die USA zurück, wo er für einige Zeit in Big Sur, Kalifornien lebte.
Zwischen Mai 1962 und Mai 1963 reiste Thompson als Korrespondent der Wochenzeitung National Observer durch Südamerika. Im Mai 1963, kurz nach seiner Rückkehr in die USA, heiratete er seine Freundin Sandra (Sandy) Dawn Conklin. Die beiden zogen vorübergehend nach Aspen, Colorado, wo im März 1964 ihr gemeinsamer Sohn Juan Fitzgerald Thompson geboren wurde. Die Ehe wurde 1980 geschieden, Thompson und Sandy blieben aber weiterhin befreundet.
1964 zogen die Thompsons nach Glen Ellen, Kalifornien, von wo er weiter für den National Observer schrieb und anschließend nach San Francisco, wo er in engen Kontakt mit der dortigen Underground-Szene kam. 1965 bot ihm die Zeitschrift The Nation an, eine Reportage über die Hells Angels zu schreiben. Nach Erscheinen des Artikels erhielt Thompson Angebote für ein Buch zu diesem Thema und verbrachte in der Folge ein Jahr mit der Motorradgang. 1966 erschien sein Buch Hell’s Angels, das sich gut verkaufte und ihn bekannt machte. Nach diesem Erfolg konnte er in zahlreichen Zeitschriften und Zeitungen veröffentlichen und endlich als Journalist und Autor ein sicheres Einkommen erzielen.

### Rolling Stone, Gonzo und Politik
Ende der 1960er Jahre war er einer der ersten Autoren des neuen Magazins Rolling Stone. Thompsons exzentrischer und ausschweifender Lebens- und Schreibstil war einer der Gründe für den Erfolg des Rolling Stone. In dieser Zeit schuf sich Thompson seine ganz persönliche Form, den von ihm so genannten Gonzo-Journalismus (der Ausdruck Gonzo wurde von seinem Freund, dem Journalisten Bill Cardoso, geprägt). Es entstand in dieser Zeit auch Thompsons bekanntestes Buch, Fear and Loathing in Las Vegas (dt. Titel Angst und Schrecken in Las Vegas, wörtlich Angst und Abscheu in Las Vegas). Dieses Buch wurde, wie etliche andere von Thompsons Titeln, von seinem Freund, dem Engländer Ralph Steadman, illustriert.
In den 1970er Jahren wandte sich Thompson verstärkt der Politik zu. 1970 kandidierte er als Sheriff in Aspen, Colorado. Thompson wurde von einer „Freak-Plattform“ unterstützt, und sein Wahlprogramm enthielt einige radikale Forderungen, beispielsweise die Legalisierung von Drogen, die Umwandlung aller Straßen zu Radwegen und die Umbenennung von Aspen in „Fat City“. Der amtierende Sheriff war ein Republikaner, der stets einen militärischen Kurzhaarschnitt trug, was Thompson dazu anregte, sich eine Glatze zu scheren, um dann seinen Gegenkandidaten als „meinen langhaarigen Widersacher“ („my long-haired opponent“) zu bezeichnen. Er verlor, blieb aber trotzdem – zum Leidwesen etlicher lokaler Bürger, mit denen er noch auf Kriegsfuß stand – bis zum Lebensende auf der Owl Farm Ranch, seinem kleinen Holzhaus nahe Aspen.
1972 berichtete er für den Rolling Stone über den Präsidentschaftswahlkampf, wobei er sich eng an das Lager des demokratischen Kandidaten George McGovern band. Thompson schrieb ausführlich über den Watergate-Skandal und unterstützte bei der folgenden Präsidentschaftswahl frühzeitig den damals noch unbekannten Jimmy Carter, mit dem er sich anfreundete und mit dem er einige sehr persönliche Interviews führte. Als Auslandskorrespondent berichtete Thompson auch von der Invasion der US-Marines 1983 in Grenada und blieb auch später noch politischer Kommentator.

### Rückzug – Zwischen Sport und Politik
Er bezeichnete im Jahr 2000 George W. Bushs umstrittenen Wahlsieg als „die brutalste Machtergreifung seit Hitler 1933 den Reichstag niederbrannte und sich zum neuen Chef von Deutschland erklärte“. („the most brutal seizure of power since Hitler burned the German Reichstag in 1933 and declared himself the new Boss of Germany“). Des Öfteren benutzte er auch seine Internet-Sportkolumne Hey Rube, um über die Bush-Regierung und die Verlogenheit des modernen Zeitalters zu schimpfen. „Wer WÄHLT denn diese unehrlichen Schwachköpfe?“ („Who DOES vote for these dishonest shitheads?“), schrieb er 2003, bezogen auf die Leute, die zu dieser Zeit im Weißen Haus wiedereingesetzt wurden. „Sie sind die Rassisten und Hetzer unter uns – sie sind der Ku Klux Klan. Ich piss' diesen Nazis in den Hals.“ („They are the racists and hate mongers among us – they are the Ku Klux Klan. I piss down the throats of these Nazis.“)
Thompson pflegte Freundschaften mit Keith Richards, Oscar Zeta Acosta, Bob Dylan, Warren Zevon, Jack Nicholson und Johnny Depp, der von ihm nur „Colonel“ genannt wurde, und anderen.

## Tod

„Gonzo Fist“

Am 20. Februar 2005 nahm sich Hunter S. Thompson an seinem Schreibtisch in Woody Creek mit einem Kopfschuss das Leben. Nach Aussage seines Sohnes Juan Thompson hatte der Schriftsteller seinen Suizid lange geplant und oft angekündigt. Er habe nicht aus Verzweiflung gehandelt, sondern zum richtigen Zeitpunkt abtreten wollen. Entsprechend Thompsons letztem Willen wurde auf seiner Farm in Woody Creek, nahe Aspen, ein 153 Fuß (46,6 m) hohes steinernes Monument in Form der Gonzo Fist errichtet. Entworfen wurde es von Ralph Steadman nach Anweisungen von Hunter S. Thompson selbst. Die Gonzo Fist ist im Gonzo Symbol enthalten, bildet den oberen Teil, darauf der Schriftzug Gonzo, nach unten mit einer zweischneidigen Klinge abschließend. Die Gonzo Fist ist eine zur Faust geballte Hand mit zwei nach innen zeigenden Daumen, welche einen Peyotekaktus halten.
In dieses Monument ist eine Kanone integriert, aus der Thompsons Asche bei der Trauerfeier am 20. August 2005 in die Luft geschossen wurde. Das Projekt kostete etwa 3 Millionen US-Dollar und wurde zum größten Teil von Johnny Depp finanziert, der die Rolle von Thompson im Film Fear and Loathing in Las Vegas gespielt hatte, zusammen mit anderen Freunden des Verstorbenen. Johnny Depp zündete die Kanone persönlich bei der Trauerfeier.
Als Veteran der US Air Force hat Thompson Anspruch auf einen von der US-Regierung finanzierten Grabstein, auf dem seine Witwe seine Devise „It never got weird enough for me“ einmeißeln lassen will.
Sieben Monate nach dem Suizid Hunter S. Thompsons veröffentlichte der Rolling Stone den Abschiedsbrief an seine Frau. Unter der Überschrift „Football Season is over“ („Die Footballsaison ist vorbei“) schrieb Thompson vier Tage vor seinem Freitod:

“No More Games. No More Bombs. No More Walking. No More Fun. No More Swimming. 67. That is 17 years past 50. 17 more than I needed or wanted. Boring. I am always bitchy. No Fun--—for anybody. 67. You are getting greedy. Act your old age. Relax—--This won’t hurt.”

„Keine Spiele mehr. Keine Bomben mehr. Kein Laufen mehr. Kein Spaß mehr. Kein Schwimmen mehr. 67. Das sind 17 Jahre über 50. 17 mehr als ich brauchte oder wollte. Langweilig. Ich bin nur noch gehässig. Kein Spaß – für niemanden. 67. Du wirst gierig. Benimm dich deinem hohen Alter entsprechend. Entspann' dich – es wird nicht wehtun.“

## Werk

### Anfänge – Beat Generation und Brotarbeiten
Thompson war zu Beginn seiner Laufbahn stark von der Beat Generation beeinflusst und, wie in seiner Autobiographie Kingdom of Fear beschrieben, ein enger Freund von Allen Ginsberg. Allerdings fand er für seine frühen Erzählungen und Romane anfangs keine Verleger. Sie wurden, wenn überhaupt, erst spät (wie das Rum Diary) oder posthum veröffentlicht. Nach diesen ersten Misserfolgen wandte er sich dem Journalismus zu und schrieb zu Anfang zum Broterwerb vergleichsweise konventionelle Sportberichte, Artikel und Reportagen.

### New Journalism und Gonzo
Der New Journalism, ein literarischer Reportagestil, bei dem sich der Autor subjektiv zum Teil der Berichterstattung macht, verbreitete sich seit Mitte der 1960er Jahre. Wichtige frühe Vertreter waren Truman Capote mit seinem gründlich recherchierten Tatsachenroman Kaltblütig und Tom Wolfe mit seinem Artikel The Kandy-Kolored Tangerine-Flake Streamline Baby. Beeinflusst von diesen Werken begann Thompson erst einen Artikel, danach ein Buch über die Hells Angels zu schreiben. In Hell’s Angels (1966), schilderte er seine Beziehung zu Mitgliedern der Motorradgang und deren „Alltag“. Zu diesem Zweck lebte Thompson mehrere Monate mit Mitgliedern der Hell's Angels zusammen und wurde deshalb kritisiert, die nötige journalistische Distanz verloren zu haben. Thompson selbst negierte von diesem Zeitpunkt an, dass es so etwas wie journalistische Distanz gebe, und erhob den Subjektivismus zu seinem journalistischen Stil.
Nach dem kommerziellen Erfolg von Hell’s Angels radikalisierte Thompson seinen Schreibstil, machte ihn noch persönlicher, subjektiver – und trieb ihn häufig ins Fiktive und Fantastische (wobei er Alter Egos wie Raoul Duke zum Erzähler machte). Beeinflusst war er dabei u. a. von Frederick Exleys Roman A Fan’s Notes. Zunehmend verwischte sich dabei die Grenze zwischen Reportage und Literatur. Das erste Beispiel für Thompsons – von ihm selbst so genannten – Gonzo-Journalismus war die Reportage The Kentucky Derby Is Decadent and Depraved (1970), zu dem Ralph Steadman erstmals Illustrationen beitrug. Weiter radikalisiert wurde dieser Stil in Fear and Loathing in Las Vegas (1971), einer Jagd nach dem American Dream, die weniger Reportage als psychedelischer Roman ist.
Bis etwa Ende der 1970er Jahre veröffentlichte Thompson zahlreiche Reportagen im Gonzo-Stil, wovon viele im Rolling Stone erschienen. Dazu kamen ab Beginn der 1970er Jahre zahlreiche politische Reportagen, häufig zu Präsidentschaftswahlen. Die bekanntesten sind in dem Band Fear and Loathing: On the Campaign Trail '72 versammelt, in dem Thompson seine Erlebnisse im Umfeld von George McGovern und Richard Nixon schildert.

### Kommentator und Sportreporter
Von seinem Erfolg und seinem öffentlichen Ruf überwältigt, zog sich Thompson ab Ende der 1970er Jahre zunehmend auf sein Anwesen in Aspen, Colorado zurück. Wegen seines Rufs war es ihm immer weniger möglich, sich als Journalist unbefangen Personen anzunähern – wozu noch beitrug, dass viele Leser seine Fiktionen, das heißt seine Selbstinszenierung als Raoul Duke, mit ihm selbst gleichsetzten. Seit etwa 1980 veröffentlichte Thompson fast nur noch politische Kommentare, in denen er sich, im Unterschied zu früher, nur noch aufs Fernsehen und die Presse bezog, sowie Sportkolumnen. Dazu kamen Neuausgaben früher Werke.

## Filmadaptionen und Rezeption
- 1980 erschien der Film Blast – Wo die Büffel röhren, eine freie Adaption von Fear and Loathing in Las Vegas. Die Hauptrollen spielen Bill Murray als Hunter S. Thompson und Peter Boyle als Thompsons verrückter Anwalt Lazlo.
- Fear and Loathing in Las Vegas wurde 1998 von Terry Gilliam mit Johnny Depp und Benicio Del Toro unter demselben Titel verfilmt.
- The Rum Diary, (Regie: Bruce Robinson), erneut mit Johnny Depp in der Hauptrolle, erschien 2011.
- Die Nachrichtenagentur APA meldete am 9. März 2006, dass im August dieses Jahres ein Dokumentarfilm über Thompson fertiggestellt worden sein soll. Johnny Depp und Sean Penn waren an der Produktion eines Dokumentarfilms beteiligt, der unter dem Titel Buy the Ticket, Take the Ride erschien und am 19. Oktober 2006 auf dem Hollywood Film Festival Premiere hatte.[8]
- Ein weiterer Dokumentarfilm mit dem Titel Gonzo. The Life and Work of Dr. Hunter S. Thompson hatte seinen Kinostart am 4. Juli 2008.[9]
- 2010 erschien eine Biografie Thompsons von Will Bingley und Anthony Hope-Smith in Form einer Graphic Novel unter dem Titel Gonzo. A Graphic Biography of Hunter S. Thompson.
- Die Lange Nacht des Deutschlandradio Kultur über Hunter S. Thompson mit dem Titel The Crazy Never Die vom 22. Oktober 2011 wurde am 7. September 2012 mit dem Deutschen Radiopreis 2012 in der Kategorie "Beste Sendung" ausgezeichnet und am 8. und 9. September 2012 erneut gesendet.[10]

## Bibliografie
- Hell’s Angels (1967, üb. von Jochen Schwarzer, 2004)
- Fear and Loathing in Las Vegas (1971, dt. Angst und Schrecken in Las Vegas, üb. von Teja Schwaner, 1998)
- Fear and Loathing on the Campaign Trail ’72 (1973, dt. Angst und Schrecken im Wahlkampf, üb. von Teja Schwaner, 2008)
- The Curse of Lono (1984)
  - dt. Der Fluch des Lono, üb. von Teja Schwaner. Wilhelm Heyne Verlag, München 2011, ISBN 978-3-453-40853-1.
- Generation of Swine: Tales of Shame and Degradation in the 80s (1989)
- Songs of the Doomed: More Notes on the Death of the American Dream (1990)
- The Great Shark Hunt: Strange Tales from a Strange Time (1991, dt. Die große Haifischjagd: Und andere seltsame Berichte aus einer seltsamen Zeit, üb. von Teja Schwaner, 2008)
- Better than Sex (1995)
- Song of the Sausage Creature, Beitrag in der Zeitschrift Cycle World, März 1995[11]
- The Rum Diary. A Novel (1999; geschrieben 1959, dt. The Rum Diary, üb. von Wolfgang Farkas, 2004)
- The Fear and Loathing Letters auch bekannt unter den Namen Gonzo Letters (ausgewählte Briefe in drei Bänden)
  - The Proud Highway: Saga of a Desperate Southern Gentleman 1955–1967 (1998)
  - Fear And Loathing In America: The Brutal Odyssey of an Outlaw Journalist 1968–1976 (2001)
  - The Mutineer: Rants, Ravings, and Missives from the Mountaintop 1977–2005 (Veröffentlichung voraussichtlich August 2012)
- Screwjack. A Short Story (2000, übers. von Karsten Kredel, 2005)
- Kingdom of Fear: Loathsome Secrets of a Star-Crossed Child in the Final Days of the American Century (2003, dt. Königreich der Angst, üb. von Teja Schwaner, 2006)
- Hey Rube: Blood Sport, the Bush Doctrine and the Downward Spiral of Dumbness (2004, dt. Hey Rube: Blutsport, die Bush-Doktrin und die Abwärtsspirale der Dummheit. Zeitgeschichte aus der Sportredaktion, üb. von Norbert Hofmann, 2006)

## Dokumentationen
- Fear and Loathing: On the Road to Hollywood (1978)
- Breakfast with Hunter (2003)
- When I Die (2005)
- Final 24: Hunter S. Thompson (2006)[12]
- Buy the Ticket, Take the Ride: Hunter S. Thompson on Film (2006)
- Free Lisl: Fear & Loathing in Denver (2006)
- Gonzo: The Life and Work of Dr. Hunter S. Thompson (2008)
- Animals, Whores, & Dialogue: Breakfast with Hunter Vol. 2 (2010)